# Reoutov
Reoutov (en russe : Реутов) est une ville de l'oblast de Moscou, en Russie. Sa population s'élevait à 106 962 habitants en 2019.

## Géographie
Reutov est située immédiatement à l'est de la ville Moscou, dont elle est contiguë et séparée par l'autoroute périphérique MKAD et l'autoroute Nossovikhinskoïe.

## Histoire
Fondée en 1573, sous le nom de Reoutovo, Reoutov accéda au statut de commune urbaine en 1928 puis à celui de ville en 1940. Reoutov est aujourd'hui une cité scientifique ou naoukograd (Наукоград).

## Population
Recensements (*) ou estimations de la population :
| 1926* | 1939*  | 1959*  | 1970*  | 1979*  |
| ----- | ------ | ------ | ------ | ------ |
| 6 324 | 14 768 | 24 268 | 50 150 | 60 306 |

| 1989*  | 2002*  | 2010*  | 2013   | 2014   |
| ------ | ------ | ------ | ------ | ------ |
| 68 236 | 76 805 | 87 314 | 91 026 | 91 529 |

## Économie
La principale entreprise de Reoutov est la société OAO Machinostroïenia (машиностроения), une entreprise-clé du complexe militaro-industriel de la Russie. Fondée en 1944, elle conçoit et fabrique des fusées et des missiles, ainsi que divers produits civils (piles solaires, matériel de nettoyage, instruments de mesure, équipements de communications par satellite, appareils téléphoniques).